# Desnudamento do altar
O desnudamento do altar é a cerimônia de retirada do véu que cobre os altares das igrejas de certas denominações cristãs, ao término da Missa da Ceia do Senhor. O rito simboliza a dor e humilhação de Cristo durante a sua Paixão e Morte, bem como o despojamento de suas vestes antes da crucifixão. 